# Tanganicodus irsacae
Tanganicodus irsacae é uma espécie de peixe da família Cichlidae.
Pode ser encontrada nos seguintes países: Burundi e República Democrática do Congo.
Os seus habitats naturais são: lagos de água doce.